# National Basketball Association 1985-1986
La stagione della National Basketball Association 1985-1986 fu la 40ª edizione del campionato NBA. La stagione si concluse con la vittoria dei Boston Celtics, che sconfissero gli Houston Rockets per 4-2 nelle finali NBA.

## Squadre partecipanti
- Atlanta Hawks
- Boston Celtics
- Chicago Bulls
- Cleveland Cavaliers
- Dallas Mavericks
- Denver Nuggets
- Detroit Pistons
- G.S. Warriors
- Houston Rockets
- Indiana Pacers
- L.A. Clippers
- L.A. Lakers

- Milwaukee Bucks
- N.J. Nets
- N.Y. Knicks
- Phoenix Suns
- Philadelphia 76ers
- Portland T. Blazers
- Sacramento Kings
- San Antonio Spurs
- Seattle S.Sonics
- Utah Jazz
- Washington Bullets

## Classifica finale

### Eastern Conference
| Squadra            | V  | P  | %    | GB |
| ------------------ | -- | -- | ---- | -- |
| Boston CelticsC    | 67 | 15 | 81,7 | -  |
| Philadelphia 76ers | 54 | 28 | 65,9 | 13 |
| New Jersey Nets    | 39 | 43 | 47,6 | 28 |
| Washington Bullets | 39 | 43 | 47,6 | 28 |
| New York Knicks    | 23 | 59 | 28,0 | 44 |

| Squadra             | V  | P  | %    | GB |
| ------------------- | -- | -- | ---- | -- |
| Milwaukee Bucks     | 57 | 25 | 69,5 | -  |
| Atlanta Hawks       | 50 | 32 | 61,0 | 7  |
| Detroit Pistons     | 46 | 36 | 56,1 | 11 |
| Chicago Bulls       | 30 | 52 | 36,6 | 27 |
| Cleveland Cavaliers | 29 | 53 | 35,4 | 28 |
| Indiana Pacers      | 26 | 56 | 31,7 | 31 |

### Western Conference
| Squadra           | V  | P  | %    | GB |
| ----------------- | -- | -- | ---- | -- |
| Houston Rockets   | 51 | 31 | 62,2 | -  |
| Denver Nuggets    | 47 | 35 | 57,3 | 4  |
| Dallas Mavericks  | 44 | 38 | 53,7 | 7  |
| Utah Jazz         | 42 | 40 | 51,2 | 9  |
| Sacramento Kings  | 37 | 45 | 45,1 | 14 |
| San Antonio Spurs | 35 | 47 | 42,7 | 16 |

| Squadra                | V  | P  | %    | GB |
| ---------------------- | -- | -- | ---- | -- |
| Los Angeles Lakers     | 62 | 20 | 75,6 | -  |
| Portland Trail Blazers | 40 | 42 | 48,8 | 22 |
| Los Angeles Clippers   | 32 | 50 | 39,0 | 30 |
| Phoenix Suns           | 32 | 50 | 39,0 | 30 |
| Seattle SuperSonics    | 31 | 51 | 37,8 | 31 |
| Golden State Warriors  | 30 | 52 | 36,6 | 32 |

## Vincitore
| Campione NBA 1985-1986      |
| --------------------------- |
| Boston Celtics (16º titolo) |

## Statistiche
| Categoria             | Giocatore         | Squadra            | Stat |
| --------------------- | ----------------- | ------------------ | ---- |
| Punti per gara        | Dominique Wilkins | Atlanta Hawks      | 30,3 |
| Rimbalzi per gara     | Bill Laimbeer     | Detroit Pistons    | 13,1 |
| Assist per gara       | Magic Johnson     | Los Angeles Lakers | 12,6 |
| Palle rubate per gara | Alvin Robertson   | San Antonio Spurs  | 3,7  |
| Stoppate per gara     | Manute Bol        | New Jersey Nets    | 5,0  |
| FG%                   | Steve Johnson     | San Antonio Spurs  | 63,2 |
| FT%                   | Larry Bird        | Boston Celtics     | 89,6 |
| 3FG%                  | Craig Hodges      | Milwaukee Bucks    | 45,1 |

## Premi NBA
- NBA Most Valuable Player Award: Larry Bird, Boston Celtics
- NBA Rookie of the Year Award: Patrick Ewing, New York Knicks
- NBA Defensive Player of the Year Award: Alvin Robertson, San Antonio Spurs
- NBA Sixth Man of the Year Award: Bill Walton, Boston Celtics
- NBA Most Improved Player Award: Alvin Robertson, San Antonio Spurs
- NBA Coach of the Year Award: Mike Fratello, Atlanta Hawks
- NBA Executive of the Year Award: Stan Kasten, Atlanta Hawks
- All-NBA First Team:
  - F - Larry Bird, Boston Celtics
  - F - Dominique Wilkins, Atlanta Hawks
  - C - Kareem Abdul-Jabbar, Los Angeles Lakers
  - G - Isiah Thomas, Detroit Pistons
  - G - Magic Johnson, Los Angeles Lakers
- All-NBA Second Team:
  - F - Charles Barkley, Philadelphia 76ers
  - F - Alex English, Denver Nuggets
  - C - Hakeem Olajuwon, Houston Rockets
  - G - Sidney Moncrief, Milwaukee Bucks
  - G - Alvin Robertson, San Antonio Spurs
- All-Defensive First Team:
  - Paul Pressey, Milwaukee Bucks
  - Kevin McHale, Boston Celtics
  - Mark Eaton, Utah Jazz
  - Sidney Moncrief, Milwaukee Bucks
  - Maurice Cheeks, Philadelphia 76ers
- All-Defensive Second Team:
  - Michael Cooper, Los Angeles Lakers
  - Bill Hanzlik, Denver Nuggets
  - Manute Bol, Washington Bullets
  - Alvin Robertson, San Antonio Spurs
  - Dennis Johnson, Boston Celtics
- All-Rookie Team:
  - Joe Dumars, Detroit Pistons
  - Charles Oakley, Chicago Bulls
  - Patrick Ewing, New York Knicks
  - Xavier McDaniel, Seattle SuperSonics
  - Karl Malone, Utah Jazz